# Технология Сёдерберга

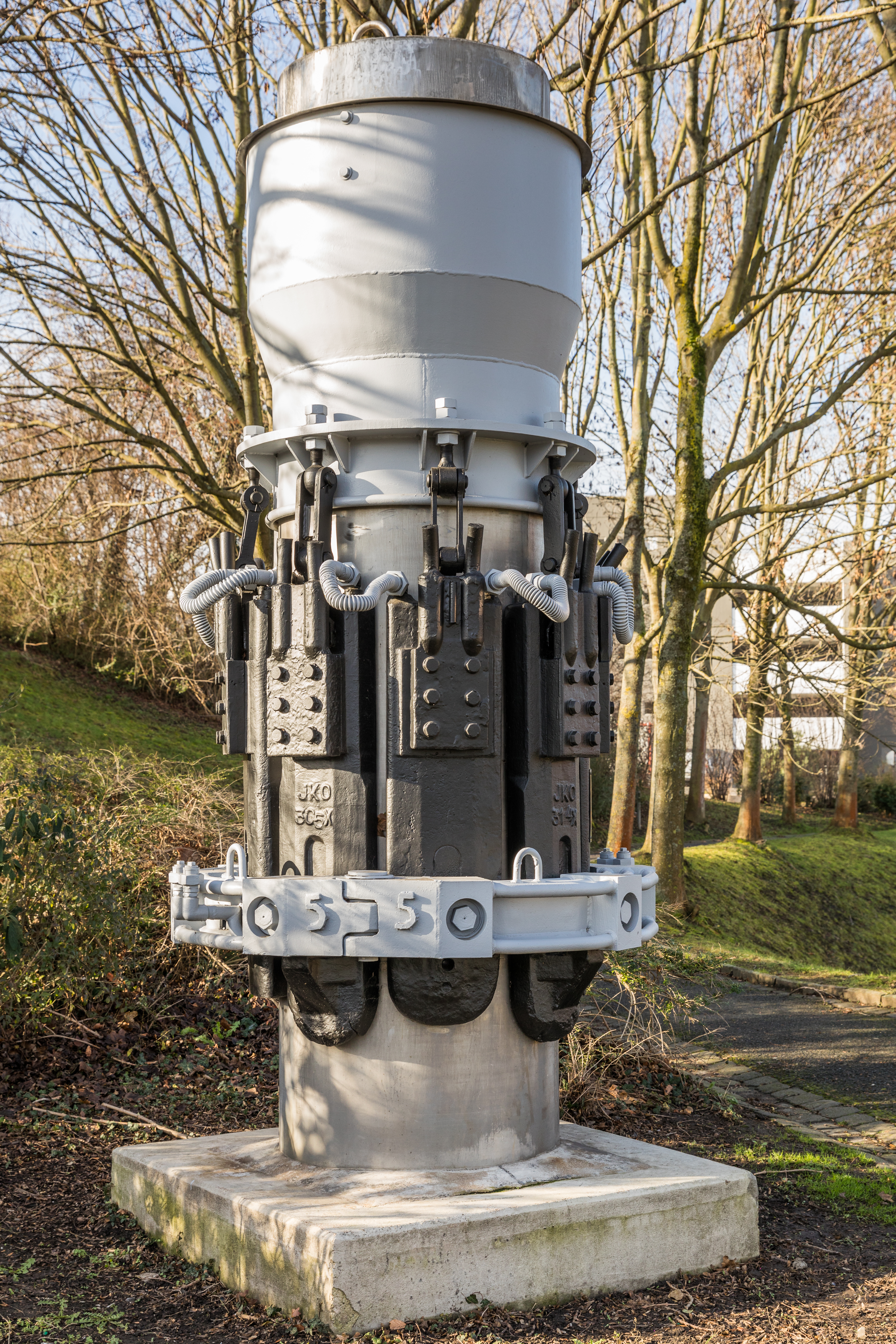

Технология Сёдерберга (также встречается неправильная транскрипция «… Содерберга») — технология производства алюминия, разработанная в начале 1920-х годов инженерами компании Elkem Вильгельмом Сёдербергом (норв. Wilhelm Søderberg), Матиасом Семом (Mathias Sem) и Йенсом Вестли (Jens Westly). К 1919 году их попытки увенчались успехом. Чтобы не делать название изобретения слишком громоздким, имена партнёров Сёдерберга в него не включили. Внедрена с начала 1930-х годов в СССР и странах Европы, Азии и Америки. Отличие от предыдущей технологии Холла — Эру состоит в использовании самообжигающихся угольных анодов, что исключает человеческий фактор. Недостатки — в процессе работы образуется кислород, который сжигает угольные аноды, образуя оксид углерода, смолистые соединения, бензапирен. В Китае и Норвегии в начале XXI века отказались от использования данной технологии. На предприятиях «Русала» в России данная технология пока сохраняется; планируется переход заводов на инертные аноды.